# Далку, Ардин
Ардин Далку (алб. Ardin Dallku; родился 1 ноября 1994 года, Вучитрн, Югославия) — косоварский футболист, защитник клуба «Дукаджини». Выступал за сборную Косова.

## Карьера игрока

### Клубная
Ардин родился в семье профессионального футболиста Сабита Далку, у Ардина также есть старший брат — Арменд Далку, игрок сборной Албании по футболу. Ардин — воспитанник академии «Приштины», в 2012 году перешёл в академию украинского клуба «Ворскла», где в тот момент играл его старший брат. 10 декабря 2016 года в матче против «Волыни» дебютировал в чемпионате Украины, а 12 августа 2017 года в матче против каменской «Стали» забил первый гол за «Ворсклу».

### В сборную
13 ноября 2017 года дебютировал за национальную сборную Косова в победном (4:3) товарищеском матче против сборной Латвии.

## Статистика выступлений

### В сборной
| Матчи и голы Ардина Далку за сборную Косова | Матчи и голы Ардина Далку за сборную Косова | Матчи и голы Ардина Далку за сборную Косова        | Матчи и голы Ардина Далку за сборную Косова | Матчи и голы Ардина Далку за сборную Косова | Матчи и голы Ардина Далку за сборную Косова | Матчи и голы Ардина Далку за сборную Косова |
| №                                           | Дата                                        | Место проведения                                   | Соперник                                    | Счёт                                        | Голы                                        | Соревнование                                |
| ------------------------------------------- | ------------------------------------------- | -------------------------------------------------- | ------------------------------------------- | ------------------------------------------- | ------------------------------------------- | ------------------------------------------- |
| 1                                           | 13 ноября 2017                              | Олимпийский стадион Адем Яшари, Косовска-Митровица | Латвия                                      | 4:3                                         | —                                           | Товарищеский матч                           |

Итого: 1 матч / 0 голов; eu-football.info.

## Достижения
- Бронзовый призёр чемпионата Украины: 2017/18